# Oxira norrlandica
Oxira norrlandica är en fjärilsart som beskrevs av Burrau 1950. Oxira norrlandica ingår i släktet Oxira och familjen nattflyn. Inga underarter finns listade i Catalogue of Life.